# Brachistosternus piacentinii
Espèce
Brachistosternus piacentinii est une espèce de scorpions de la famille des Bothriuridae.

## Distribution
Cette espèce se rencontre au Chili dans la région de Tarapacá et en Bolivie dans le département d'Oruro vers 4 500 m d'altitude.

## Description
Le mâle holotype mesure 37,63 mm et la femelle paratype 47,16 mm, les mâles mesurent de 37 à 52 mm et les femelles de 44 à 59 mm.

## Étymologie
Cette espèce est nommée en l'honneur de Luis Norberto Piacentini.

## Publication originale
- Ojanguren Affilastro, 2003 : Las especies andinas de Brachistosternus (Leptosternus), con la descripción de tres nuevas especies (Scorpiones, Bothriuridae). Revista Ibérica de Aracnología, vol. 8, p. 23–36 (texte intégral).